# Symbioselenkung
Die auch als mikrobiologische Therapie bezeichnete Symbioselenkung ist eine in der Alternativmedizin eingesetzte Therapie, welche die Zusammensetzung der Darmflora beeinflussen soll. Die Methode wird umgangssprachlich häufig auch als Darmsanierung bezeichnet. Die medizinische Wirksamkeit der Therapie ist nicht wissenschaftlich belegt.

## Theorie
Symbionten im Sinne der Symbioselenkung sind Mikroorganismen (Bakterien), die im Darm in Symbiose mit dem Menschen leben und wichtig sind für die Verdauung. Das menschliche Immunsystem benötigt diese Bakterien für eine funktionierende Immunabwehr. Die Anzahl der Bakterien im Darm wird auf über 100 Billionen geschätzt. Anhänger der Symbioselenkung gehen davon aus, dass die Darmflora das Zentrum der menschlichen Immunabwehr ist; diese Ansicht wird von der Wissenschaftsmedizin nicht geteilt.
Die immunstärkenden Darmbakterien (insbesondere Enterokokken und E. coli) wirken auf mehrfache Weise. Zum einen stimulieren und „trainieren“ sie das Immunsystem unentwegt und sorgen somit für eine Stärkung des Immunsystems und dessen stetige Bereitschaft, zum anderen schützen sie die Darmschleimhaut vor Krankheitserregern, die bei ausreichender Anzahl und Aktivität der Darmsymbionten nicht an die Darmschleimhaut bzw. an das lymphatische Gewebe ansiedeln können und einfach wieder ausgeschieden werden.
Ist diese Symbiose gestört, weil schädliche Bakterien sich rapide vermehren oder die nützlichen Bakterien abnehmen, spricht man in der Alternativmedizin auch von einer Dysbiose. Diese kann angeblich verschiedene chronische und seltener auch akute Krankheiten wie Magen-Darm-Störungen, Atemwegserkrankungen, Hauterkrankungen, Allergien oder Harnwegsinfekte verursachen oder verstärken. Auslöser einer Dysbiose können nach dieser Theorie zum Beispiel Darmkrankheiten, eine einseitige Ernährung oder auch eine Antibiotika-Behandlung sein.

## Methoden
Die Symbioselenkung soll eine Kausaltherapie sein, also eine Beseitigung der Krankheitsursache statt einer Symptombehandlung; hierzu soll das Gleichgewicht der Darmflora wiederhergestellt werden. Hierzu werden – in unterschiedlicher Reihenfolge und Zusammensetzung – Darmbakterien wie E. coli und Enterokokken in lebender oder abgetöteter Form oral als Kapseln, Tabletten oder Tropfen eingenommen oder in Form von Autovakzinen injiziert. Autovakzine sind individuelle Arzneimittel, für die eigene Körperbakterien aus einer Stuhlprobe gewonnenen, im Labor vermehrt und mit Flüssigkeit aufgeschwemmt werden. Diese Substanzen werden bei der Behandlung in steigender Dosierung gespritzt.
Früher wurde in einigen Fällen auch eine sogenannte Fiebertherapie angewandt, bei der mithilfe von mikrobiellen Pyrogenen künstliches Fieber ausgelöst wurde. Wegen starker Nebenwirkungen und Risiken sind entsprechende Präparate seit Anfang der 1990er Jahre in Deutschland nicht mehr zugelassen.
Die Anwender der mikrobiologischen Therapie weisen darauf hin, dass die Symbioselenkung erfolgreicher ist, wenn die Ernährung auf Vollwertkost umgestellt wird mit hohem Rohkostanteil sowie weitgehendem Verzicht auf industriell verarbeitete Produkte, Zucker und Schweinefleisch.

## Indikationen und Kontraindikationen
Die häufigsten Indikationen für diese Methode sind Erkrankungen von Magen und Darm, aber auch Immunschwäche, wiederkehrende Infektionen, Gallenbeschwerden, Allergien, Neurodermitis und Rheuma. In einer naturheilkundlichen Publikation heißt es: „Da in der Naturheilkunde der Darm (...) als das zentrale Immunorgan angesehen wird, gibt es kaum ein Beschwerdebild für das eine Mikrobiologische Therapie nicht in Frage kommt. Wissenschaftlich akzeptable Veröffentlichungen finden sich jedoch selten.“
Für die Einnahme von Bakterienpräparaten zur Symbioselenkung gibt es keine Kontraindikationen. Die Injektion von Autovakzinen darf nicht erfolgen bei Tuberkulose, schweren Schäden der Leberzellen, Leukämie und Lymphopenie sowie bei Kindern unter sieben Jahren.

## Nebenwirkungen und Risiken
Bei der Injektion von Bakterienpräparaten besteht grundsätzlich das Risiko eines allergischen Schocks. An der Einstichstelle kommt es häufig zu vorübergehenden Hautreaktionen. Häufige Nebenwirkungen sind ein allgemeines Krankheitsgefühl, ähnlich wie bei einer Grippe, leichtes Fieber, Gelenkschmerzen, Durchfall oder Schnupfen. Bei der oralen Einnahme kann es zu Verdauungsbeschwerden kommen, vor allem zu Blähungen, aber auch zu Durchfall oder Verstopfung.

## Bewertung und Kritik
- Ob Bakterienpräparate überhaupt eine Wirkung entfalten, konnte bisher nicht wissenschaftlich nachgewiesen werden (Ausnahmen stellen evtl. wiederkehrende Mandelentzündungen, Erkältungskrankheiten und Nebenhöhlenentzündungen dar).[2]
- Es gibt keinen Nachweis für einen kausalen Zusammenhang zwischen Neurodermitis und Pilzen im Darm. Die Theorie, dass Fäulnisprozesse im Darm Giftstoffe produzieren, die Neurodermitis auslösen, ist wissenschaftlich nicht belegbar.[3]
- Es gibt keine Belege dafür, dass die Zusammensetzung der Darmflora eine wesentliche Rolle im Zusammenhang mit Allergien spielt.
- Die verabreichten Mengen an Bakterien sind nach Aussagen von Kritikern zu klein, um die komplexe Darmflora überhaupt wirkungsvoll zu beeinflussen. Geschluckte Bakterien werden zum größten Teil von der Magensäure abgetötet, ehe sie im Darm ankommen.[2]

Die gesetzlichen Krankenkassen übernehmen die Kosten für eine solche Therapie in den meisten Fällen nicht, da ihre Wirksamkeit nicht wissenschaftlich nachgewiesen ist.